# Маркантоніо Раймонді
Маркантоніо Раймонді (Marcantonio Raimondi, бл. 1480 —бл. 1534) — італійський гравер та ювелір епохи Високого Відродження, найбільший майстер репродукційної гравюри XVI століття.

## Життєпис
Навчався у художника й ювеліра Франческо Скварчоне, потім вчителем був Франческо Франча. У 1505 році створює створює першу самостійну гарвюру «Пірам та Фісба». Вже до 1511 року виробив до 80 гравюр.
Близько 1510 року Раймонді переселився до Риму. З цього часу в історії італійської гравюри відкривається нова сторінка. У Римі, де він зблизився з Рафаелем, остаточно склався його класичний скульптурний стиль, різко відмінний від лінійно-тональних рішень різцевої гравюри XV століття.
У 1524 році на деякий час був запроторений за ґрати папою римським Климентом VII (за вироблення гравюр на еротичну тематику). У 1527 році під час пограбування Риму був захоплений іспанцями. Внаслідок сплати викупу збанкрутів. Помер близько 1534 році у Римі у бідноті.

## Творчість
Як гравер сформувався під впливом Альбрехта Дюрера (у якого він у своїх ранніх роботах запозичив пейзажні фони), роботи якого копіював, а також Луки Лейденського, Рафаеля і Мікеланджело.
Раймонді удосконалив техніку класичної різцевої гравюри, досягаючи пластичної чіткості форм. Використовуючи точний малюнок і гнучку світлотіньове моделювання, прагнучи до пластичної чіткості і визначеності форм.
Особливості гравюр Маркантоніо аж ніяк не зводяться до простого репродукування. Він відтворював роботи інших художників зі змінами та доповненнями в композиції, наприклад, в гравюрі «Солдати, що купаються» з картону Мікеланджело «Битва під Кашином» він ввів абсолютно новий пейзажний фон.
Раймонді надавав велику ступінь закінченості композиціям, що виконувалися по малюнкам Рафаеля. Не менш важливо, що графічний стиль його листів не імітує образотворчу манеру картини, фрески або малюнка, що відтворювалася, а відповідає передусім вимогам мови і техніки самої гравюри. Тому найкращі твори Маркантоніо Раймонді, наприклад, «Побиття немовлят», сповнене за малюнком Рафаеля, представляють самостійну художню цінність.
Раймонді довів до досконалості техніку різцевої гравюри на міді. Широке поширення його репродукцій з картин Рафаеля («Побиття немовлят», «Диво у Фригії», «Тріумф Галатеї»), Мікеланджело, Андреа дель Сарто та інших італійських художників сприяло впровадженню в європейське мистецтво ренесансних художніх ідей.